# José Pamplona
José Pamplona Lecuanda (ur. 6 lutego 1911 roku w Zacatecas) – meksykański koszykarz, brązowy medalista olimpijski z 1936 roku z Berlina. Zagrał w jednym spotkaniu.